# Phyllachora pappiana
Phyllachora pappiana är en svampart som beskrevs av Bacc. 1907. Phyllachora pappiana ingår i släktet Phyllachora och familjen Phyllachoraceae.   Inga underarter finns listade i Catalogue of Life.